# 五道口

从五道口海淀科技大厦26层俯瞰南侧的海淀区，图片左侧为五道口

五道口是北京的一个地名，位于北京市海淀区成府路，地处东升地区、学院路街道和中关村街道的交界处。

## 火车道口

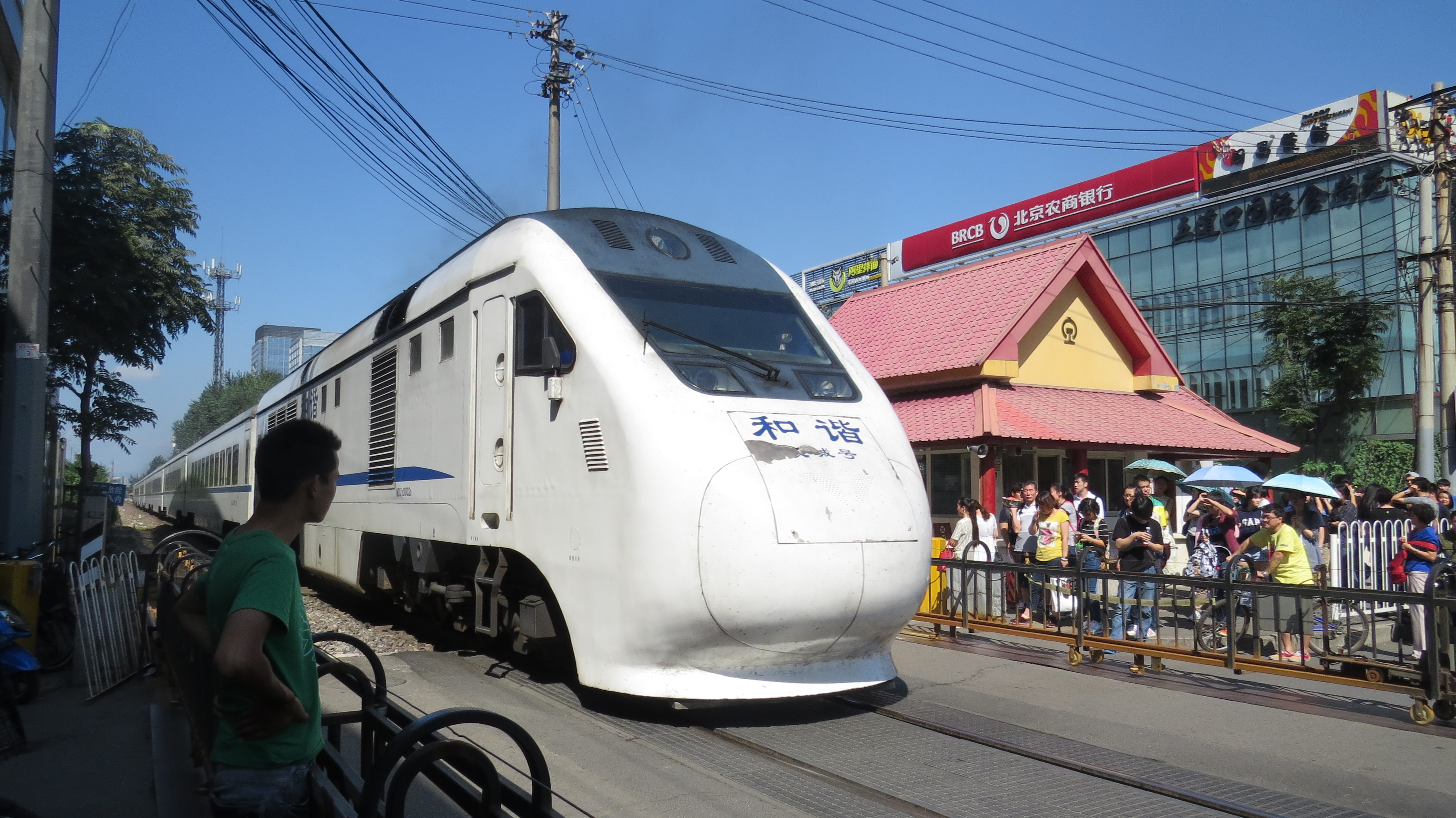
NDJ3型柴油动车组担当的S213次列车通过五道口

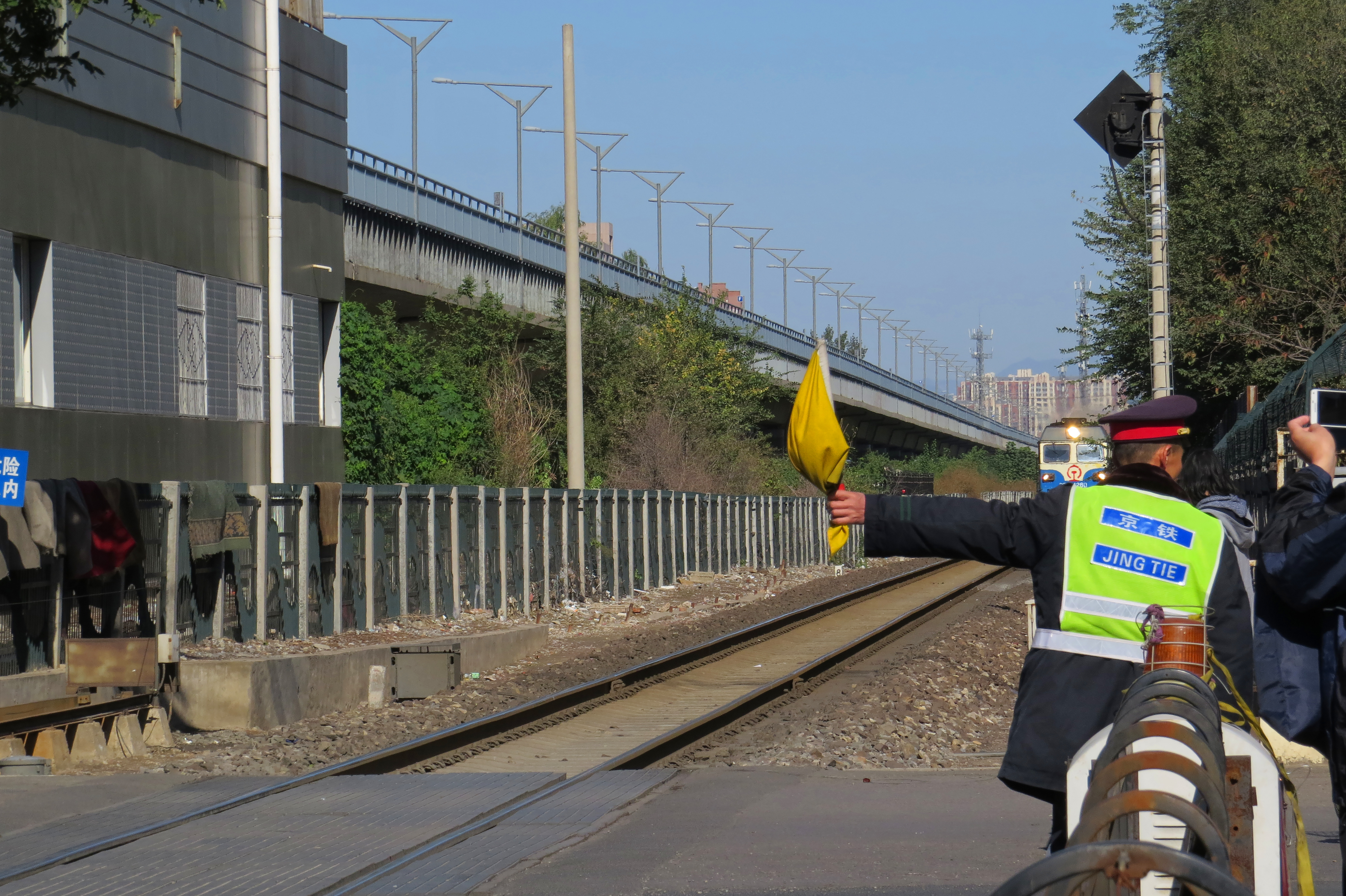
2016年10月31日，五道口的一名道口工向至的K1596次列车举旗

五道口意为京张铁路从起点丰台站开始的第五个主要道口而得名，与双清路相交；1958年京包线东移后五道口随即成为与成府路的道口，并在新五道口北侧形成新的双清路道口（新的双清路道口不被称为五道口）。四道口为京张铁路与学院南路交叉。多数从北京北站始发的普通客货列车经过五道口。列车通过需要围栏挡住过往车辆行人通行，随着该地区交通量不断增大，经常造成交通堵塞。2016年11月1日起，因应京张城际铁路清华园隧道的建设需要，京包线北京北-清河段轨道计划拆除，四道口、五道口、双清路道口等平交道口也将不复存在。从此，五道口成为了单纯的地名。

## 地铁站
北京地铁13号线五道口站（车站编号1304）于2002年9月28日建成通车。
- 出口：A北口，B南口

## 周边
学校
- 北京语言大学
- 中国地质大学
- 清华大学
- 北京城市学院
- 北京联合大学电子工程学院

场所
- 清华园宾馆
- 五道口工人俱乐部
- 东升派出所

## 社区文化
二十世纪90年代，五道口被认为是北京市的地下摇滚中心，类似于纽约东村。
在2000年北京四环路通车前后，五道口地区经历了大规模的拆迁改造。新建了华清嘉园、东升园等居民社区。由于附近高校林立，特别是有大量的外国留学生在北京语言大学学习中文，使五道口具有浓厚的国际氛围。现在五道口已经成为北京最大的韩国人聚居区之一。街上有许多外国餐馆、咖啡吧、书店。
五道口附近大学林立。其代表有清华大学，北京大学，北京语言大学，中国地质大学，北京航空航天大学，北京科技大学，北京大学医学部等。由大学生和外国留学生为主体的消费人群使五道口成为了北京北部极具活力的新兴商业区。
随着五道口地区商业发达，人流增加导致该地区房价的飞涨。据报道，五道口地区的部分小区房价已达到10万元人民币每平方米。相比较于刚建成时的房价已经上涨了数十甚至百倍以上，五道口也因房价高企等缘故，被民众调侃为“宇宙中心”。